# Szellő
Szellő is een plaats (község) en gemeente in het Hongaarse comitaat Baranya. Szellő telt 179 inwoners (2001).